# Hochdonn
Hochdonn ist eine Gemeinde im Kreis Dithmarschen in Schleswig-Holstein.

## Geografie

### Lage
Die Gemeinde liegt direkt am Nord-Ostsee-Kanal und der gleichnamigen Hochbrücke.

### Nachbargemeinden
Nachbargemeinden sind im Uhrzeigersinn im Nordosten beginnend die Gemeinden Holstenniendorf und Gribbohm (beide im Kreis Steinburg) sowie Burg (Dithmarschen), Großenrade und Eggstedt (alle im Kreis Dithmarschen).

## Geschichte

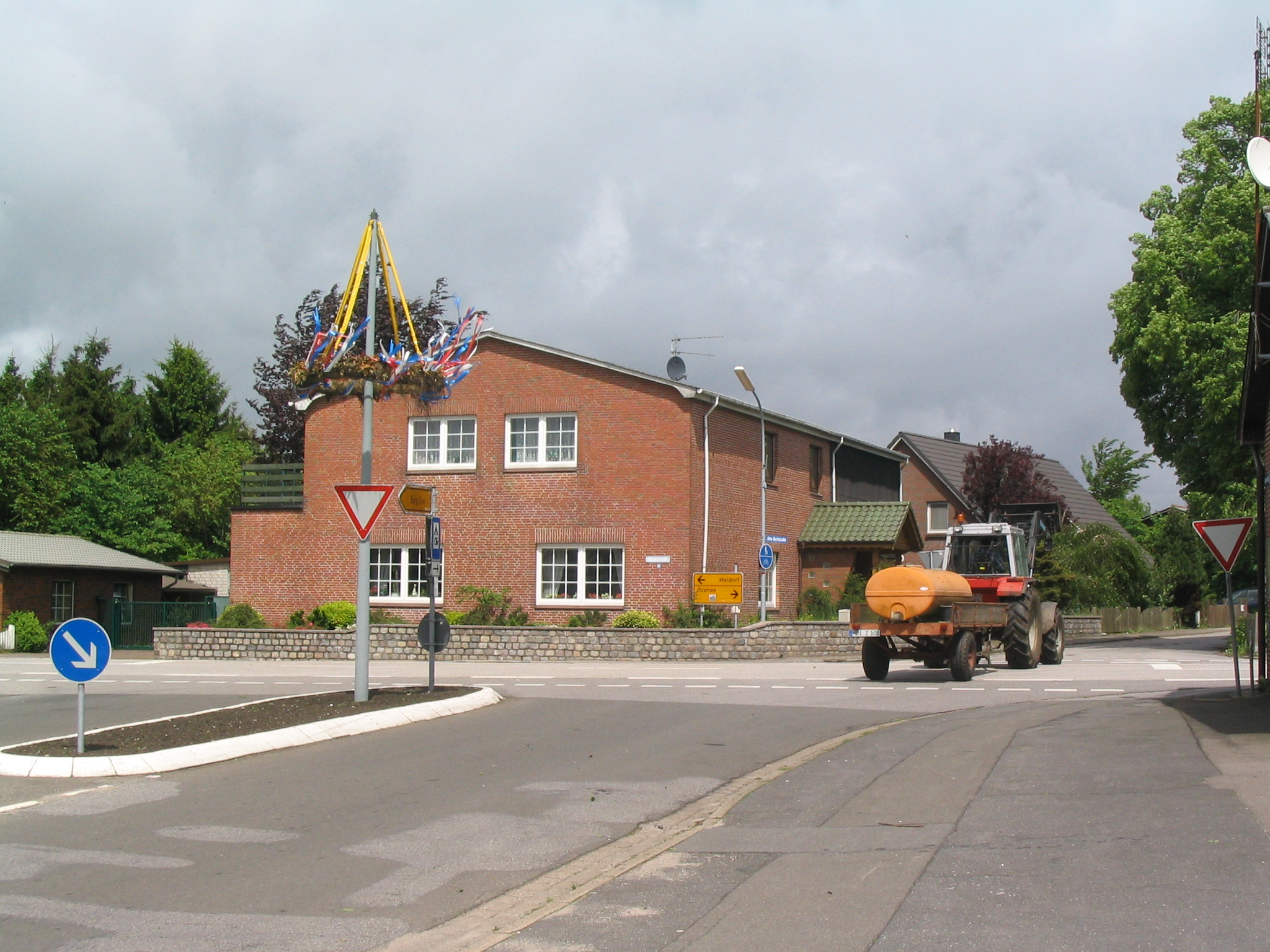
Ortsbild

Der Ort entstand Mitte des 19. Jahrhunderts auf dem Hochdonner Moor als Teil der Bauerschaft Eggstedt. Er gehörte bis 1934 zur Gemeinde Kirchspielslandgemeinde Süderhastedt. Zunächst ausschließlich von der Agrarwirtschaft geprägt, erhielt er seit 1887 durch den Bau des Kaiser-Wilhelm-Kanals neue Wirtschaftsgrundlagen. Die Einwohner verkauften Land, fanden zusätzliche Arbeit und besorgten die Unterbringung und Verpflegung der hinzukommenden auswärtigen Arbeiter. Die Erweiterung des Kanals ab 1907 bewahrte die neuen Einkommensquellen, ebenso der Bau der Hochbrücke ab 1913.
Am 1. Dezember 1934 wurde die Kirchspielslandgemeinde Süderhastedt aufgelöst. Alle ihre Dorfschaften, Dorfgemeinden und Bauerschaften wurden zu selbständigen Gemeinden/Landgemeinden, so auch Hochdonn.

## Politik

### Gemeindevertretung
Bei der Kommunalwahl am 14. Mai 2023 wurden insgesamt elf Sitze vergeben. Von diesen erhielt die CDU sechs Sitze und die SPD fünf Sitze.

### Wappen

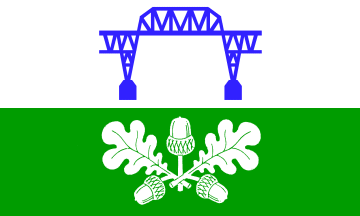
Flagge von Hochdonn

Blasonierung: „Von Silber und Grün geteilt. Oben, schwebend, die auf zwei Fundamentblöcken ruhende blaue Eisenbahnbrücke von Hochdonn, unten zwei an den Stielen sich kreuzende, aus jeweils einem Blatt und einer Eichel bestehende silberne Eichenzweige; zwischen diesen eine einzelne gestielte silberne Eichel.“
Die im Wappen abgebildete Hochdonner Eisenbahnbrücke, welche das Landschaftsbild auf weite Sicht prägt, brachte 1920 den Anschluss der Gemeinde an das Schienennetz. Die Siedlung Hochdonn liegt auf einer Kette flacher Binnendünen, die in vorgeschichtlicher Zeit bewaldet gewesen sein mögen. Darauf und auf die Anpflanzung im Bereich des „Hochdonner Berges“ bezieht sich der Eichenzweig. Die Schildfarbe Grün zeigt, dass die Landwirtschaft für den Ort nicht nur in der Vergangenheit, sondern auch heute noch weitgehend die wichtigste Erwerbsgrundlage ist.

## Verkehr

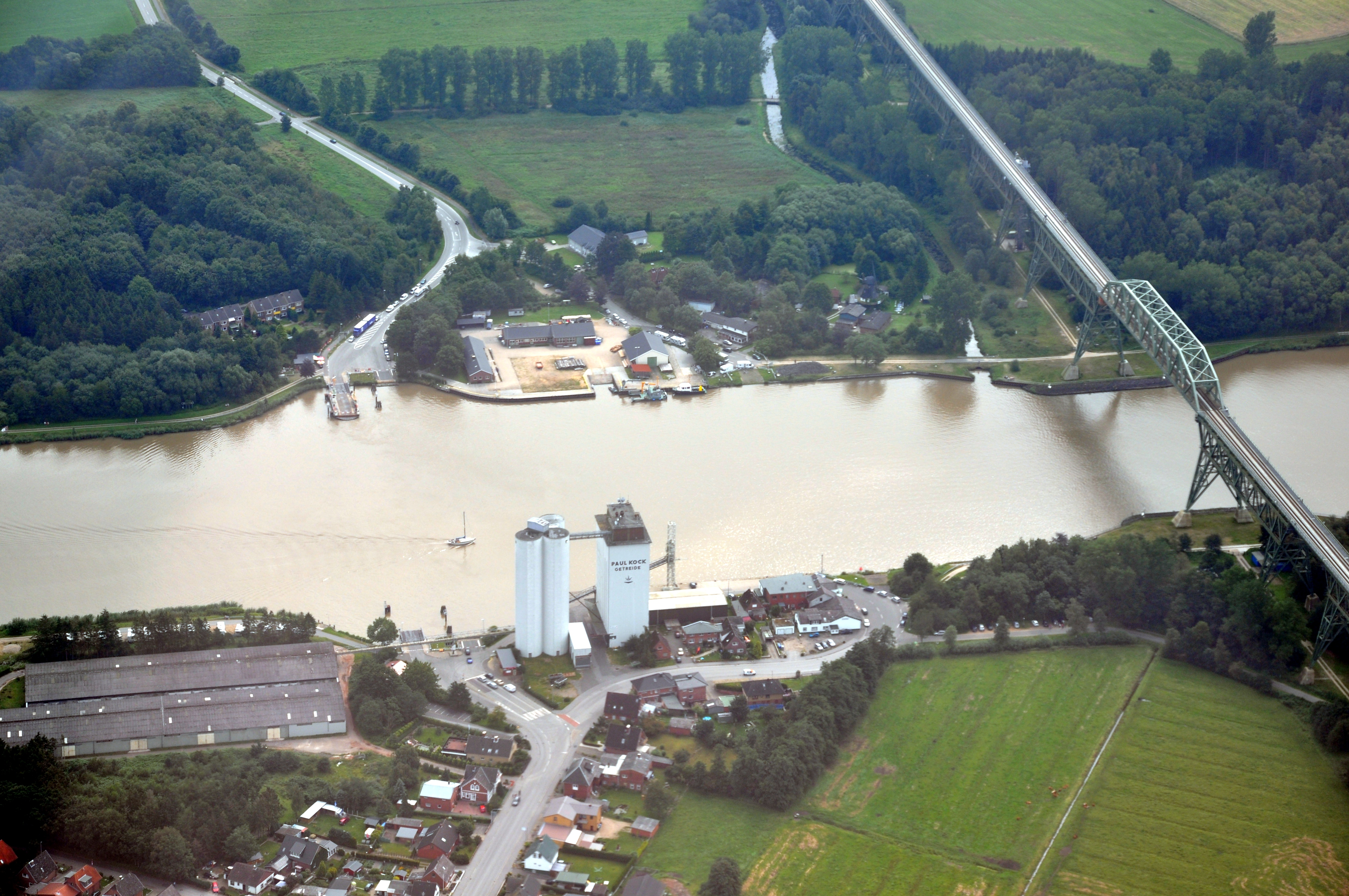
Hochbrücke (rechts) und Fähranleger (links)

Auf dem Gemeindegebiet befindet sich eine 42 Meter hohe, zweigleisige Eisenbahnbrücke über den Kanal. Die Eisenbahnstrecke („Marschbahn“), die 1920 auf diese Trasse verlegt wurde, war die erste Anbindung des Ortes an das deutsche Fernverkehrsnetz; der nächste Bahnhof befindet sich in Burg (Dithmarschen). Ebenso finden sich dort am Kanal ein Lösch- und Ladeplatz sowie eine der  Kanalfähren, auf denen Autos und Fußgänger den Kanal überqueren können. Die Fähre gehört heute zum Verlauf der Landesstraße L 327 (ehemals Bundesstraße 431). Die Landesstraße L 135 führt über Burg (Dithmarschen) und Aebtissinwisch nach Itzehoe.

## Tourismus
Neben der Hochbrücke Hochdonn (einziges gelistetes Kulturdenkmal der Gemeinde) ist auch die Windmühle Aurora ein Wahrzeichen der Gemeinde. Rundum die Windmühle befindet sich der Gemeindeteil Fünfhausen, der älteste des Dorfes. Zudem befinden sich an der Grenze zur Gemeinde Holstenniendorf mit Klein Westerland die einzige Badestelle entlang des Nord-Ostsee-Kanals sowie ein gleichnamiger Zeltplatz.